# Челночный бег
Челночный бег — вид бега, характеризующийся многократным прохождением одной и той же короткой дистанции в прямом и обратном направлении. Длина дистанции может значительно различаться, обычно находится в пределах 9—100 метров. Количество повторов также может быть различно. На конечном отрезке спортсмен должен оббежать препятствие (столб) или коснуться ногой земли на размеченной линии. При смене направления разворачиваться нужно в сторону левого плеча.
Из-за резкой смены направления на концах дистанции челночный бег более травмоопасен, чем другие виды бега.
Челночный бег можно использовать в качестве теста на быстроту и ловкость.
Челночный бег способствует увеличению взрывной силы мышц ног, а также благотворно влияет на работу всей сердечно-сосудистой системы. Упражнение позволяет развить координацию и увеличить выносливость. С помощью челночного бега спортсмен может развить ловкость и улучшить физические показатели. 

Челночный бег влияет положительно даже на мозговую деятельность, поскольку при выполнении упражнения необходимо просчитывать действия на несколько шагов вперед. За счет перечисленных положительных качеств челночный бег получил особую популярность в фитнесе, кроссфите и в других видах спорта.